# Bhanubhakta Acharya
Bhanubhakta Acharya (n. 1814 - d. 1868) a fost un scriitor nepalez, considerat cel mai mare poet al acestei țări.

## Opera
Cea mai mare realizare a lui Bhanubhakta o constituie traducerea din sanscrită în nepaleză a epopeii Ramayana.
A mai scris poemul Sfatul logodnicei ("Vadhū-šikșā") și poemul didactic Cununa întrebărilor și răspunsurilor ("Praśna-uttar-mālā").

## Gallery

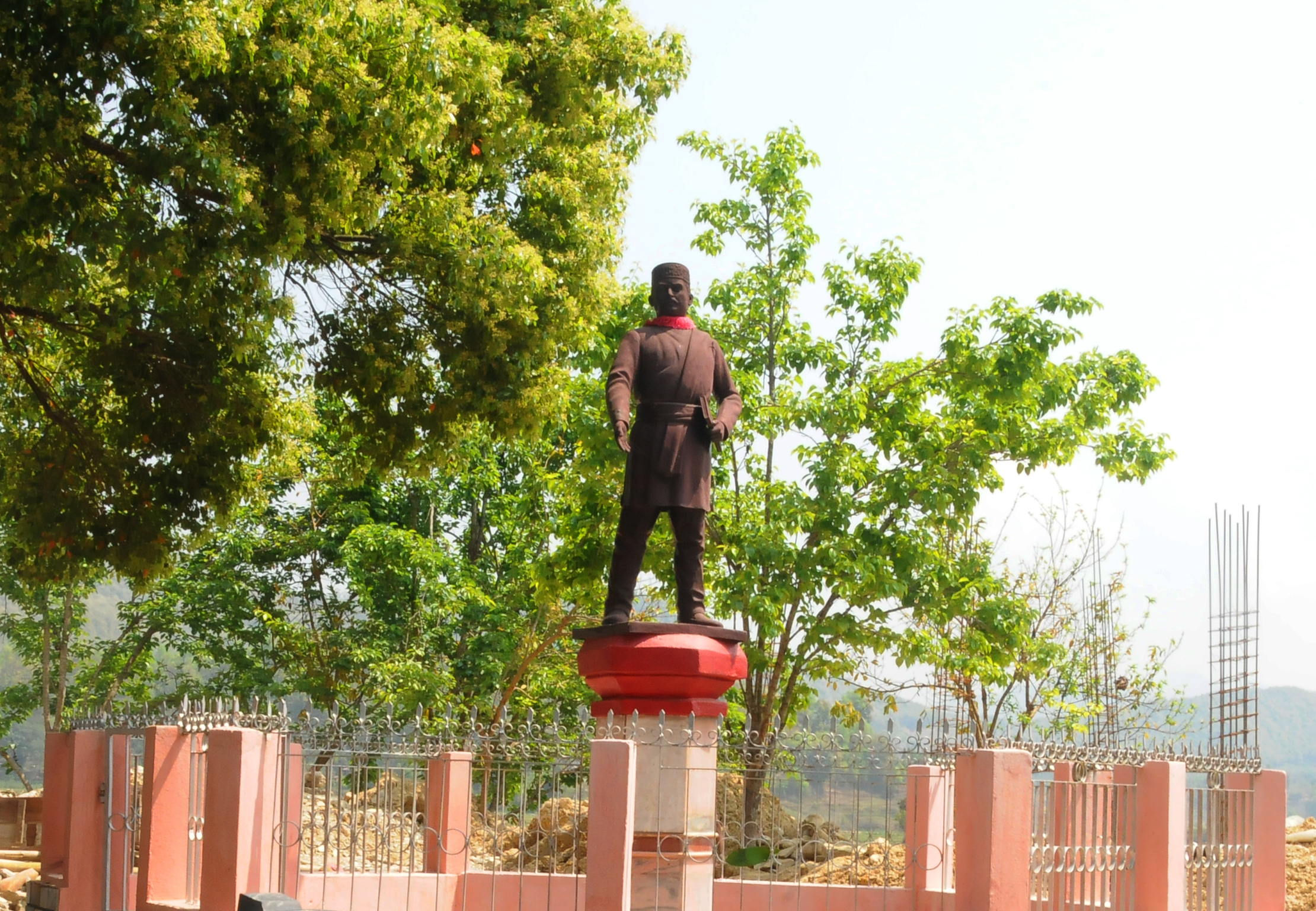
Statuia lui Bhanubhakta Acharya din Chundi Ramgha
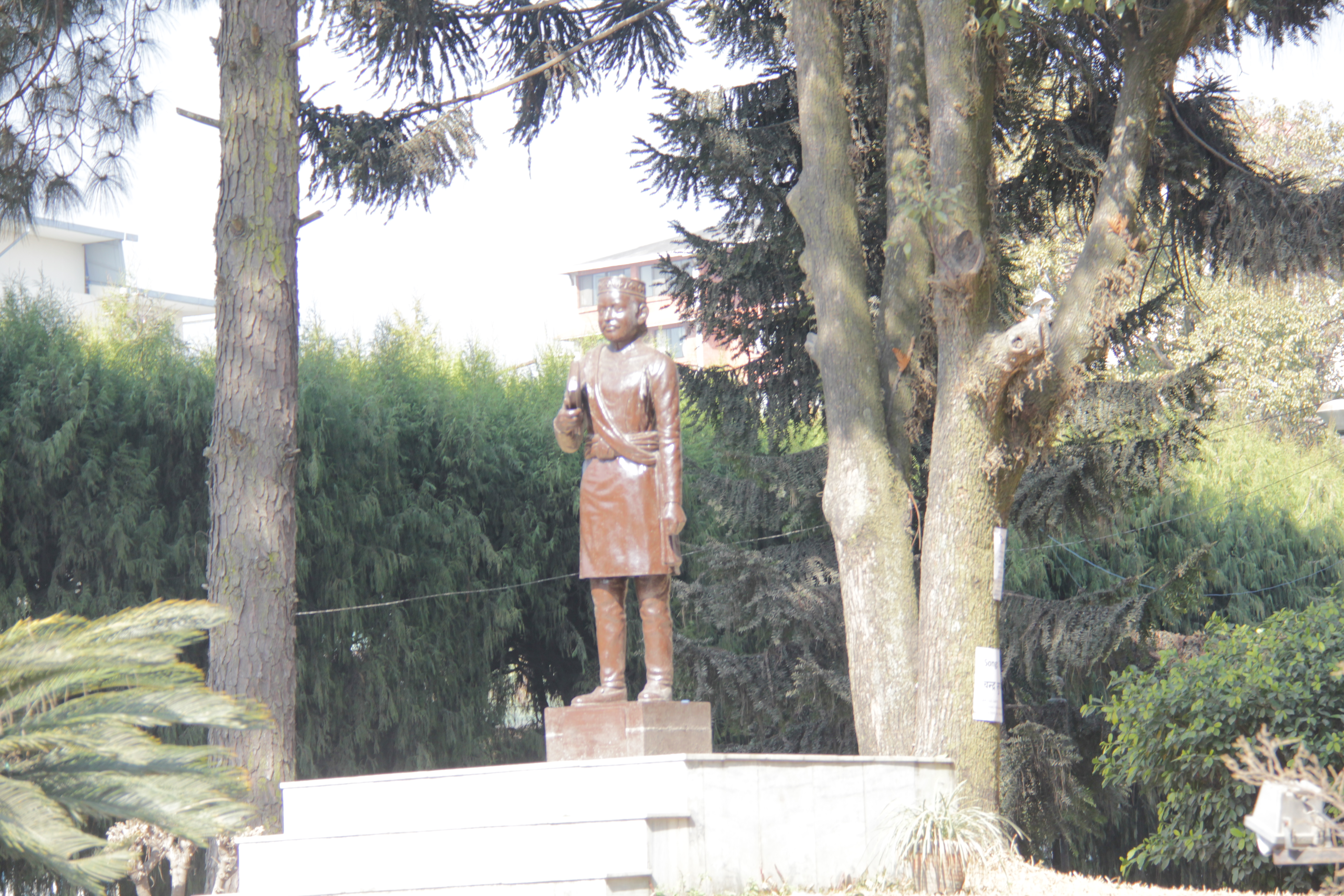
Statuia lui Bhanu de la Nepal Academy
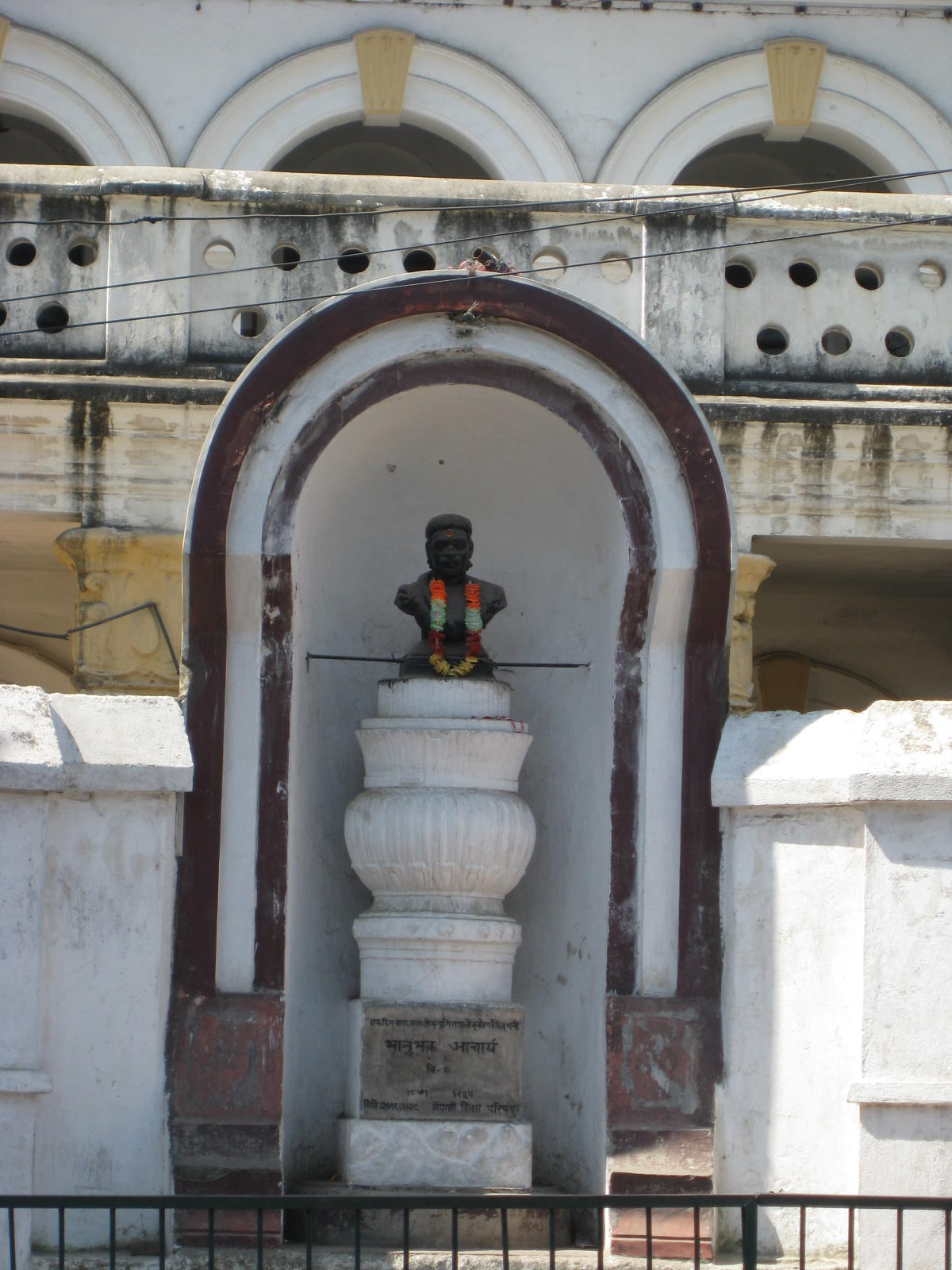
Aadikavi Bhanubhakta Acharya
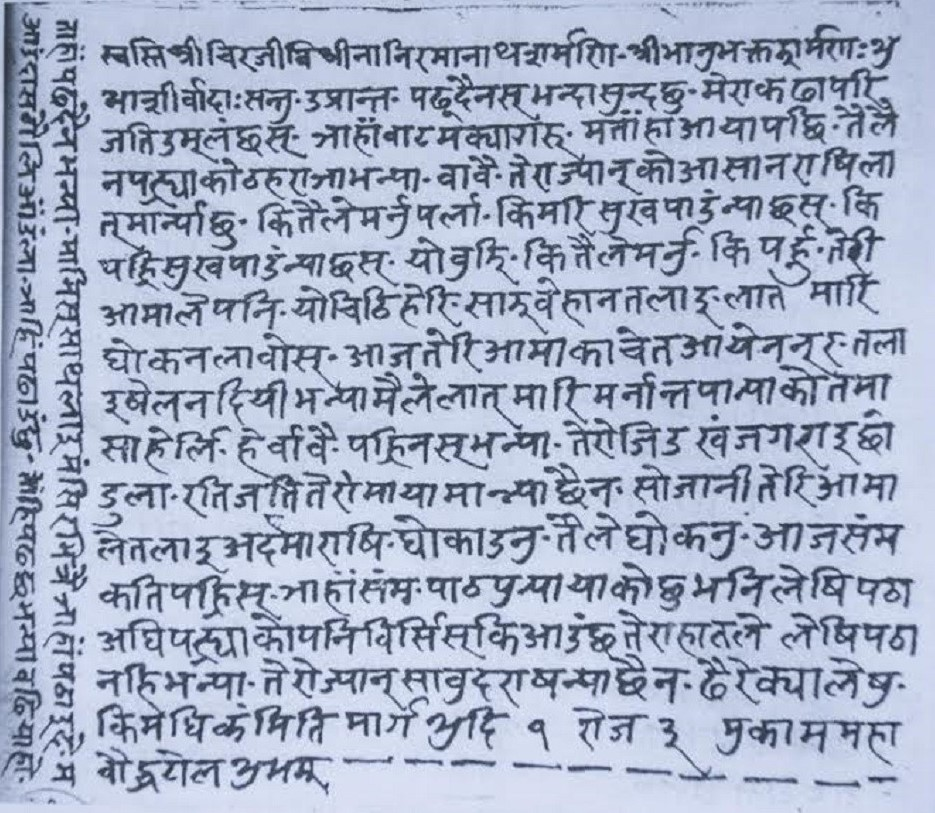
Scrisoare a lui Bhanubhakta Acharya către fiul său (1858)
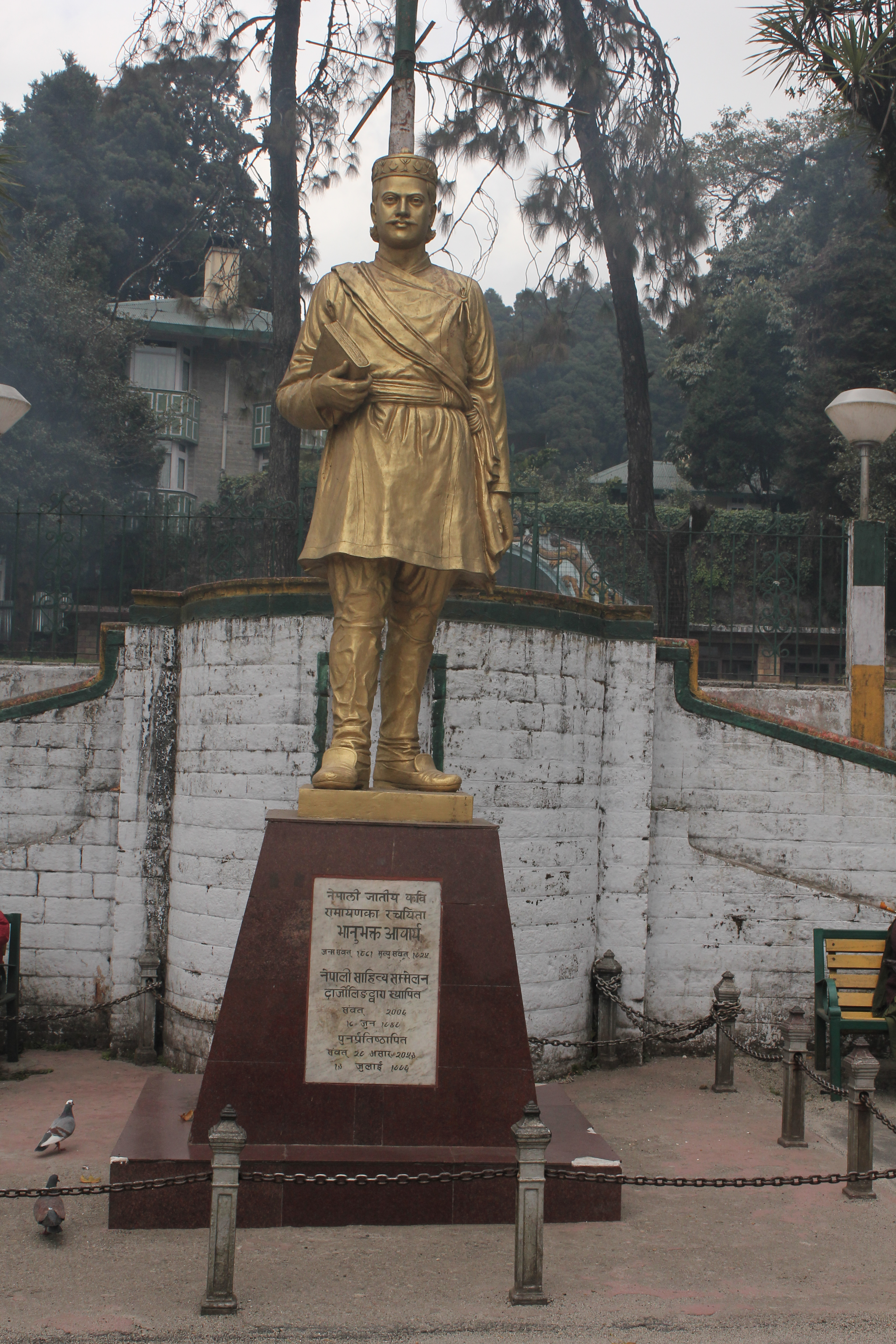
Statuia lui Bhanubhakta Acharya din Darjeeling